# Onderscheidingsteken voor Goede Daden
Het Onderscheidingsteken voor Goede Daden (Russisch: Знак отличия «За благодеяние») is een onderscheiding van de Russische Federatie. Deze onderscheiding die niet de orden of medailles gerekend mag worden werd op 3 mei 2012 voor charitatief werk ingesteld.
Het versiersel is een ronde verguld zilveren en gedeeltelijk hemelsblauw geëmailleerd medaillon met daarop een gouden pelikaan in halfreliëf. De pelikaan die met het eigen bloed de jongen voedt is een christelijk zinnebeeld van liefdadigheid. Rondom de pelikaan is een krans van eiken en wijnbladeren aangebracht. De keerzijde draagt de opdracht "За благодеяние" en een serienummer. 
Het versiersel wordt aan een blauw lint met gouden boorden gedragen. Het modelversiersel heeft een diameter van 32 millimeter, voor dagelijks gebruik is een miniatuur van 16 millimeter bijgevoegd.
Hoogste eretitels van de Russische Federatie

Held van de Russische Federatie ·
Held van de Arbeid

Orden van de Russische Federatie

Sint-Andreas de Eerstgeroepene ·
Sint-George ·
Verdienste voor het Vaderland ·
Heilige Catharina de Grote Martelares ·
Alexander Nevski ·
Soevorov ·
Oesjakov ·
Zjoekov ·
Koetoezov ·
Nachimov ·
 Dapperheid ·
Militaire Verdienste ·
Maritieme Verdienste ·
Eer ·
Vriendschap ·
Roem van het Ouderschap

Onderscheidingstekens van de Russische Federatie

Sint-Georgekruis ·
Onderscheidingsteken voor Goede Daden ·
Onderscheidingsteken voor Onberispelijke Dienst

Medailles van de Russische Federatie

Dienen van het Moederland ·
Moed ·
Soevorov ·
Oesjakov ·
Zjoekov ·
Nesterov ·
Poesjkin ·
Verdedigers van het Vrije Rusland ·
Bewaken van de Openbare Orde ·
Verdedigen van de Grenzen ·
Redden van Stervenden ·
Landbouw ·
Ontwikkeling van spoorwegen ·
Kernenergie-onderzoek ·
Ruimteonderzoek ·
Roem van het Ouderschap

Herinneringsmedailles die tot 2010 staatsonderscheiding waren

50 jaar Overwinning ·
60 jaar Overwinning ·
65 jaar Overwinning ·
300 jaar Russische Marine ·
850 jaar Moskou ·
100 jaar Trans-Siberische Spoorweg ·
Al-Russische volkstelling ·
300 jaar Sint-Petersburg ·
1000 jaar Kazan

Herinneringsmedailles

70 jaar Overwinning

Certificaten van de President van de Russische Federatie

 Erecertificaat ·
Certificaat van Dankbaarheid